# Kings of Bachata Live 2006
Kings of Bachata Live 2006 è un album live degli Aventura, composto da due CD e un DVD.

## Tracce

### Disco 1
| #  | Titolo                                   | Titolo tradotto                          | Durata |
| -- | ---------------------------------------- | ---------------------------------------- | ------ |
| 1  | "Los Reyes de La Bachata Moderna (Live)" | "The Kings of the Modern Bachata (Live)" | 1:04   |
| 2  | "Los Infieles"                           | "The Unfaithful"                         | 4:17   |
| 3  | "Mi Corazoncito"                         | "My Little Heart"                        | 3:54   |
| 4  | "El Perdedor"                            | "Loser"                                  | 3:35   |
| 5  | "Controversia"                           | "Controversy"                            | 3:55   |
| 6  | "José"                                   | "José"                                   | 4:13   |
| 7  | "Skit Anthony, Pt. 1"                    | "Skit Anthony, Pt. 1"                    | 0:23   |
| 8  | "Un Beso (Live)"                         | "A Kiss (Live)"                          | 4:57   |
| 9  | "Cuando Volverás (Live)"                 | "When Will You Come Back? (Live)"        | 3:48   |
| 10 | "Skit Lenny"                             | "Skit Lenny"                             | 0:21   |
| 11 | "Llorar (Live)"                          | "Cry (Live)"                             | 4:23   |
| 12 | "Angelito (Live)"                        | "Little Angel"                           | 4:15   |
| 13 | "Hermanita & Romeo Skit"                 | "Little Sister & Romeo Skit"             | 7:23   |

### Disco 2
| #  | Titolo                                                             | Titolo tradotto                                                            | Durata |
| -- | ------------------------------------------------------------------ | -------------------------------------------------------------------------- | ------ |
| 1  | "Skit Henry"                                                       | "Skit Henry"                                                               | 0:34   |
| 2  | "Película (Live)"                                                  | "The Movie (Live)"                                                         | 4:40   |
| 3  | "Todavía Me Amas (Live)"                                           | "You Still Love Me (Live)"                                                 | 4:51   |
| 4  | "Obsesión (Live)"                                                  | "Obsession (Live)"                                                         | 3:59   |
| 5  | "Amor de Madre (Live)"                                             | "A Mother's Love (Live)"                                                   | 4:20   |
| 6  | "Skit Mikey"                                                       | "Skit Mikey"                                                               | 0:36   |
| 7  | "Medley: No lo Perdona Dios/Un Poeta Enamorado/La Novelita (Live)" | "Medley: God Won't Forgive Us/A Poet in Love/The Little Soap Opera (Live)" | 8:47   |
| 8  | "Boda (Live)"                                                      | "Wedding (Live)"                                                           | 4:11   |
| 9  | "Skit Anthony, Pt. 2"                                              | "Skit Anthony, Pt. 2"                                                      | 0:52   |
| 10 | "Enseñame a Olvidar (Live)"                                        | "Show Me How to Forget (Live)"                                             | 5:32   |
| 11 | "Voy Malacostrumbrado (Live)"                                      | "I've Been Treated Wrong (Live)"                                           | 4:52   |
| 12 | "Outro (Live)"                                                     | "Outro (Live)"                                                             | 1:09   |

### DVD
| # | Titolo                                                           | Titolo tradotto                                                      |
| - | ---------------------------------------------------------------- | -------------------------------------------------------------------- |
| 1 | "Altos de Chavón (DVD)"                                          | "High With Friends (DVD)"                                            |
| 2 | "Madison Square Garden: Ella y Yo/Por Tu Orgullo/Angelito (DVD)" | "Madison Square Garden: Her and I/For Your Pride/Little Angel (DVD)" |
| 3 | "Fanáticos (DVD)"                                                | "Fans (DVD)"                                                         |
| 4 | "Infieles (DVD)"                                                 | "Unfaithful (DVD)"                                                   |

## Classifiche
| Classifica (2007)           | Posizione massima |
| --------------------------- | ----------------- |
| Stati Uniti Top Latin Album | 3                 |